# Uvularia perfoliata
Espèce
Classification phylogénétique
Uvularia perfoliata est une espèce de plante vivace rhizomateuse traçante s'étalant lentement. Elle appartient à la famille des Liliaceae selon la classification classique. La classification phylogénétique la place dans la famille des Colchicaceae.
Les tiges sont parfois divisées. Les feuilles sont longues de 5 à 10 cm, inclinées, ovales lancéolées, perfoliées. Leur couleur est vert moyen glabre.

## Description

### Floraison
En mai. Fleurs de 2 à 4 cm de long, solitaires ou par paires, pendantes, tubulaires campanulées.

### Couleur
jaune pâle.
Les tépales sont libres, légèrement tordus et à extrémité étalée. Comme U. grandiflora, les étamines sont plus courtes que les styles.

### Taille
60 cm de haut pour un diamètre de 30 cm environ.